# 惟明親王
惟明親王（1179年—1221年5月25日），是日本平安時代末期及鎌倉時代前期的皇族，生父母是高倉天皇及平範子，品位三品，又稱為大炊御門宮。

## 經歷
壽永二年（1183年）異母兄安德天皇和皇太子守貞親王連同象徵著天皇權威的三神器被平宗盛一起被劫往西國。本來年僅1歲的異母弟尊成親王並非皇嗣最佳人選。但由於惟明親王的母親平範子出身地下，故最後還是以尊成親王繼承天皇位置，是為後鳥羽天皇。
文治五年（1189年）接受親王宣下，建久六年（1195年）成為後鳥羽天皇生母七條院（藤原殖子）的養子並元服，敘三品。承元四年（1210年）後鳥羽天皇皇子順德天皇即位，惟明親王繼承皇位的希望完全破滅。翌年（承元五年、1211年）出家，稱聖圓入道親王。承久之亂前的承久三年（1221年）五月初三逝世，享年43歲（虛歲）。
惟明親王精於和歌，和式子内親王及藤原定家等歌人交情十分深。《新古今和歌集》（6首）以後的勅撰和歌集有33首時他的作品。

## 系譜
- 父：高倉天皇
- 母：平範子（少將局） - 平義範女
- 妻：藤原公時女
- 妻：源通資女
- 生母不詳的子女
  - 男子：圓尊王[2]（交野宮）
  - 男子：尊雲
  - 男子：聖海

## 附註
1. ↑  《勅撰作者部類》
2. ↑  《系圖纂要》